# Алкуроній
Алкуронію хлорид (англ. Alcuronium chloride, лат. Alcuronii chloridum) — напівсинтетичний препарат, який належить до четвертинних амонієвих сполук, та є представником класу недеполяризуючих міорелаксантів короткої дії. Алкуроній є похідним алкалоїду Strychnos toxifera C-токсиферину I.

## Фармакологічні властивості
Алкуроній — напівсинтетичний препарат, що є четвертинною амонієвою сполукою, та відноситься до класу міорелаксантів. Механізм дії препарату полягає у блокуванні нікотинових холінорецепторів кінцевої пластинки рухового нерва скелетних м'язів, унаслідок чого стимулюється релаксація м'язів, зокрема під час хірургічних операцій, що полегшує проведення інтубації трахеї. За механізмом дії алкуроній є недеполяризуючим міорелаксантом, та має швидкий початок дії та коротку тривалість дії. Препарат застосовується в комплексі з іншими засобами для проведення наркозу, а саме для полегшення проведення інтубації трахеї. Антагоністами панкуронію є інгібітори холінестерази.

### Фармакокінетика
Алкуроній після внутрішньовенного введення швидко всмоктується, дія препарату розпочинається приблизно через 30 секунд після введення, та триває дещо більше від 20—30 хвилин. Алкуроній метаболізується у печінці, виводиться препарат із організму переважно із сечею, частково з фекаліями. Середній період напіввиведення алкуронію складає 3 години, цей час може зростати у хворих з порушеннями функції нирок або печінки.

## Медичне застосування
Алкуроній застосовується для релаксація м'язів під час хірургічних операцій, що полегшує проведення інтубації трахеї, та для індукції наркозу в дорослих і дітей.

## Побічна дія
Найчастішими побічними реакціями алкуронію є збільшення часу тривалості нейром'язової блокади. Найважчими побічними реакціями препарату є алергічні та анафілактоїдні реакції. Іншими побічними реакціями алкуронію є порушення в роботі травної системи, артеріальна гіпотензія, пригнічення дихання, зупинка серця, бронхоспазм, м'язова слабкість.

## Протипокази
Алкуроній протипоказаний при підвищеній чутливості до препарату.

## Форми випуску
Алкуроній випускається у вигляді ампул по 2 мл 0,5 % розчину для ін'єкцій.